# Diolenius
Diolenius  (лат.) — род аранеоморфных пауков из подсемейства Agoriinae в семействе пауков-скакунов (Salticidae). Родственный род — Chalcolecta. Почти все виды (13 из 15) рода распространены в Папуа — Новой Гвинеи, из этих 13 видов четыре, помимо Папуа — Новой Гвинеи, также встречались на Молуккских островах, о. Новая Британия и о. Амбон, и два из 15 видов встречаются только на англ. Biak Islands (Diolenius angustipes) и Молуккских островах (Diolenius insignitus).

## Виды
- Diolenius albopiceus Hogg, 1915 — Папуа — Новая Гвинея
- Diolenius amplectens Thorell, 1881 — Папуа — Новая Гвинея
- Diolenius angustipes Gardzinska & Zabka, 2006 — Biak Islands
- Diolenius armatissimus Thorell, 1881 — Молуккские острова
- Diolenius bicinctus Simon, 1884 — Молуккские острова, Папуа — Новая Гвинея
- Diolenius decorus Gardzinska & Zabka, 2006 — Папуа — Новая Гвинея
- Diolenius infulatus Gardzinska & Zabka, 2006 — Папуа — Новая Гвинея, Новая Британия
- Diolenius insignitus Gardzinska & Zabka, 2006 — Молуккские острова
- Diolenius lineatus Gardzinska & Zabka, 2006 — Папуа — Новая Гвинея
- Diolenius lugubris Thorell, 1881 — Папуа — Новая Гвинея, Новая Британия
- Diolenius paradoxus Gardzinska & Zabka, 2006 — Папуа — Новая Гвинея
- Diolenius phrynoides (Walckenaer, 1837) — Амбон, Папуа — Новая Гвинея
- Diolenius redimiculatus Gardzinska & Zabka, 2006 — Папуа — Новая Гвинея
- Diolenius varicus Gardzinska & Zabka, 2006 — Папуа — Новая Гвинея
- Diolenius virgatus Gardzinska & Zabka, 2006 — Папуа — Новая Гвинея